# Капричо (опера)
Капричо је опера у једном чину немачког композитора Рихарда Штрауса. То је његово последње дело, за које је сам композитор, у сарадњи са аустријским диригентом Клеменсом Краусом, написао либрето. Дело је описано као „разговорни комад за музику“ - драмска радња је минимална, док се опера махом своди на дискусију о опери и уметности. Зато се „Капричо“ назива и „метаопером“, опером о опери. Основни мотив опере је њен највећи проблем: шта је важније, музика или текст?
Опера је праизведена у Народном позоришту у Минхену 28. октобра 1942. године; Штраусу су касније нудили нова либрета, али он је одбијао, сматрајући „Капричо“ својим музичким тестаментом.
Музика „Каприча“ ваљано показује изванредан досег Штраусовог зрелог стила и на неки начин представља музичко сумирање свих његових опера од „Каваљера с ружом“. У опери се истичу гудачки секстет који на почетку има улогу увертире, инструментални део „Музика месечине“ и дуга грофичина завршница.

## Лица
- Грофица, сопран.
- Гроф, њен брат, баритон.
- Фламан, музичар, тенор.
- Оливје, песник, баритон.
- Ла Рош, управник позоришта, бас.
- Клерон, глумица, алт.
- Месје Тауп, шаптач, тенор.
- Италијанска певачица, сопран.
- Италијански певач, тенор.
- Мајордом, бас.
- Млада играчица, соло плес.
- Осам слугу, тенори и басеви.
- Три музичара.

## Радња
Радња опере се одвија у једном рококо замку у околини Париза, негде око 1775. године, када је Глук почео да спроводи реформу опере.
Музичар Фламан и песник Оливје, пријатељи, обојица су заљубљени у младу грофицу Мадлену, која је удовица. На самом почетку чујемо гудачки секстет који је Фламан за њу компоновао. Након извођења услеђује њихова расправа са позоришним управником Ла Рошом, који сматра да опера мора да буде лагана и пријатна и за гледање и слушање, па због тога нарочито хвали италијанску оперу, коју не подносе ни Фламан, ни Оливје - први због лоше музике, други због лошег либрета. Ла Рош нарочито истиче значај сценографије.
Ускоро се појављују грофица и њен брат гроф. Гроф своју сестру задиркује да у уметност предност даје музици због Фламана, а она њему узвраћа да он нагиње ка писаној речи због привлачне глумице Клерон: док се гроф занима за краткотрајне везе, грофица жели дуготрајну љубав; зато она и не може да се определи између Фламана и Оливјеа.
У замку су у току припреме за прославу грофичиног рођендана. Оливје је за ту прилику написао драму, у којој ће глумити гроф и глумица Клерон (која је некада била у вези са Оливјеом). Пошто је стигла Клерон, сви осим Оливјеа и грофице одлазе на пробу. Он јој открива да је његов сонет који су гроф и Клерон управо били прочитали посвећен Мадлени. Жали се како је гроф лоше прочитао свој текст и чита јој га изнова. Фламан, међутим, у налету инспирације одмах је компоновао музику за сонет и долази како би га отпевао грофици, пратећи самог себе на чембалу. Оливје је ужаснут и сматра да је Фламан упропастио његов текст, али грофица му објашњава да се речи сада много боље могу осетити. Песник се и даље жали: „Сада размишљам да ли је сонет мој или његов. Је ли сада припао њему, или је још увек мој?“, на шта грофица одговара: „Ако дозвољавате, сада је мој! Лепа успомена на данашњи дан“.
Долази Ла Рош, који одводи Оливјеа због пробе. Фламан остаје сам са грофицом. Музичар јој изјављује љубав и говори јој како ју је посматрао у библиотеци док чита. Тражи да му да знак хоће ли му узвратити љубав, али она му одговара да то није место и време. Обећава му да ће се срести са њим у библиотеци следећег дана у једанаест преподне.
Када се сви врате са пробе, слуге их послуже чоколадом, а Ла Рош доводи балетску играчицу и италијанске певаче да забаве грофичине госте. Управник им најављује свој дводелни рођендански поклон: извођење „Рођења Атине“ и „Пада Картагине“ за грофицу. Остали га исмевају, али повређени Ла Рош брани своју веру у позориште. Када Фламана и Оливјеа изазове да сами пробају да створе неко ново ремек-дело, грофица предлаже да заједно напишу оперу чији ће предмет бити радња тог поподнева.
Пошто су гости отишли, грофица остаје сама. Након музичког итермеца који представља светлост месечине, мајордом јој саопштава да ће је Оливје чекати сутрадан у библиотеци у једанаест сати, како би од ње сазнао крај опере. Грофица је најпре ужаснута кад схвати да ће је и Фламан и Оливје чекати на истом месту, у исто време и с истом жељом. Покушава да направи одлуку кога од њих двојице више воли; пошто себи одсвира сонет, схвата да су нераздвојни. Одговор на муку тражи од сопственог одраза у огледалу, али никако не може да нађе крај за оперу који неће бити тривијалан.
Поново се појављује мајордом, који изјављује да је вечера спремна. Грофица се насмеши свом одразу и полако оде у дворану за ручавање.